# Marigold
Marigold (prt Marigold - Uma Aventura na Índia) é um filme americano-indo-britânico de 2007, do gênero comédia romântico-musical, escrito e dirigido por Willard Carroll e estrelado por Salman Khan e Ali Larter.

## Sinopse
Marigold é uma atriz de filmes série B de Los Angeles que viaja para a Índia. Ao mesmo tempo que se vê abandonada neste país estrangeiro descobre que foi selecionada para um papel num filme de Bollywood. Aqui ela conhece o belo Prem, por quem se apaixona, descobrindo mais tarde que ele descende da realeza. Mas Prem já está prometido a outra e ele tem de optar entre o amor verdadeiro e a tradição.

## Elenco
- Salman Khan ... Prem
- Ali Larter ... Marigold Lexton
- Simone Singh ...Shazia
- Nandana Sen ... Jaanvi
- Ian Bohen ... Barry
- Shari Watson ... Doreen
- Helen Richardson
- Vikas Bhalla
- Suchitra Pillai ... Rani
- Vijayendra Ghatge
- Roopak Saluja ... Mani
- Kiran Juneja
- Gulshan Grover . . . Vikram
- Rakesh Bedi ... Manoj
- Marc Allen Lewis ... Marc
- Lea Moreno Young ... Valjean
- Catherine Fulop ... Sister Fernandéz